# NGC 1978
NGC 1978 ist die Bezeichnung für einen jungen, blauen Kugelsternhaufen in der Großen Magellanschen Wolke im Sternbild Schwertfisch. Blaue Kugelsternhaufen sind junge Objekte, meist erst etwa 50 Millionen Jahre alt, die typischerweise in der Großen Magellanschen Wolke vorzufinden sind.
Der Sternhaufen wurde am 6. November 1826 von dem Astronomen James Dunlop entdeckt.